# Kwu Tung
Kwu Tung (chinesisch 古洞 Gǔdòng) ist ein ländlicher Stadtteil in den New Territories von Hongkong, gelegen im North District. Der Name „Kwu Tung“ bedeutet übersetzt „Alter Höhlentunnel“ und verweist auf die historische Bedeutung der Gegend. Kwu Tung liegt nahe der Grenze zur Volksrepublik China und wird von ländlichen Dörfern, Farmland und kleineren Wohngebieten geprägt.

## Geschichte
Kwu Tung war ursprünglich ein landwirtschaftlich geprägtes Gebiet und bekannt für seine Reisfelder und Fischteiche. Im Laufe der Zeit entwickelte sich die Region durch ihre Nähe zur Shenzhen-Grenze und die Anbindung an wichtige Verkehrsrouten weiter. Trotz der fortschreitenden Urbanisierung bewahrte Kwu Tung seine ländlichen Eigenschaften und ist Heimat traditioneller Dörfer wie San Tin und Shek Wu Wai.

## Entwicklung
Im Rahmen der New Development Areas-Initiative plant die Regierung von Hongkong, Kwu Tung in eine moderne Stadt umzuwandeln. Die „Kwu Tung North New Development Area“ gehört zu einem der bedeutendsten Stadtentwicklungsprojekte Hongkongs. Ziel ist es, Wohnraum für über 100.000 Menschen zu schaffen und gleichzeitig eine nachhaltige Stadtentwicklung zu fördern. Die Pläne umfassen den Bau von Wohngebäuden, Gewerbegebieten, Schulen sowie Grünflächen und einer verbesserten Infrastruktur.

## Geographie
Aufgrund der Sedimente des Sheung Yue-Flusses und der nahegelegenen Bäche ist das Land von Kwu Tung im Vergleich zum Rest des hügeligen Hongkong relativ eben.

## Verkehr
Kwu Tung ist verkehrstechnisch gut angebunden. Der Stadtteil liegt am San Tin Highway und bietet einfache Verbindungen in die Stadtzentren von Hongkong sowie nach Shenzhen. Die geplante Kwu Tung Station an der MTR soll die Erreichbarkeit weiter verbessern und den Stadtteil in das öffentliche Verkehrsnetz integrieren.

## Sehenswürdigkeiten
Kwu Tung ist für seine traditionelle Landwirtschaft bekannt, die auch heute noch in einigen Teilen sichtbar ist. Die Gegend beherbergt mehrere traditionelle Hakka-Dörfer, die einen Einblick in die Kultur und Geschichte der Region geben.

## Bildung
In Kwu Tung befinden sich mehrere Schulen, darunter Grundschulen und weiterführende Schulen. Die künftige Entwicklung der Region wird voraussichtlich auch den Ausbau von Bildungseinrichtungen umfassen.